# Bulgarische Männer-Handballnationalmannschaft
Die bulgarische Männer-Handballnationalmannschaft repräsentiert den Handballverband Bulgariens als Auswahlmannschaft auf internationaler Ebene bei Länderspielen im Handball gegen Mannschaften anderer nationaler Verbände.

## Geschichte
Der bulgarische Handballverband (bulgarisch Българска федерация по хандбал) ist seit 1964 Mitglied in der Internationalen Handballföderation. Bei der Weltmeisterschaft 1974 nahm die Auswahl erstmals an einem großen Turnier teil. Nach Niederlagen gegen Jugoslawien (17:25) und Ungarn (15:19) gelang ein Sieg über Algerien (23:16) zum Abschluss der Vorrunde. In der Gruppenphase zur Ermittlung der Plätze 9 bis 12 besiegte die Mannschaft Japan mit 23:22 und unterlag Schweden mit 19:21 sowie der Bundesrepublik Deutschland mit 13:22. Damit wurde der elfte Platz bei 16 Mannschaften erreicht.
Durch den sechsten Platz bei der B-Weltmeisterschaft 1977 qualifizierte sich Bulgarien erneut für die Weltmeisterschaft 1978. In der Vorrunde unterlag die Mannschaft gegen Schweden (16:31), Polen (22:28) und Japan 20:23 und belegte den 14. Platz bei 16 Mannschaften.

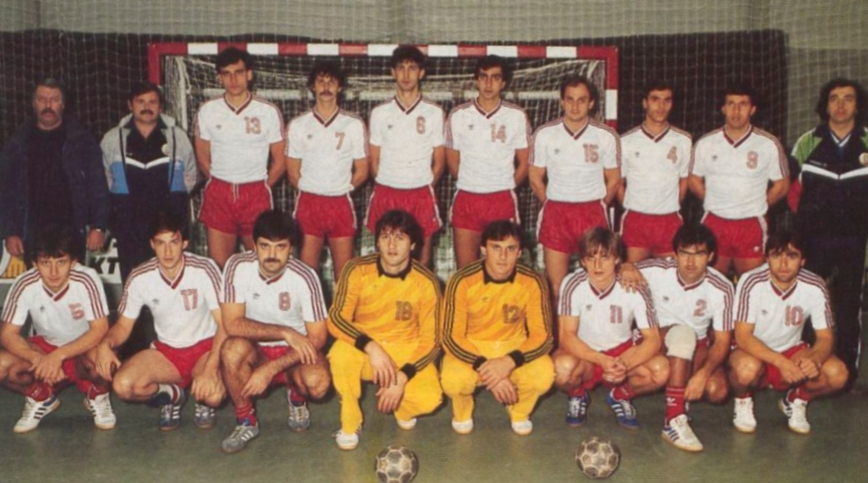
Die bulgarische Auswahl vor der B-Weltmeisterschaft 1989.

Bis 1992 nahm die Auswahl an den B-Weltmeisterschaften teil, konnte sich aber nicht mehr für eine Weltmeisterschaft oder die Olympischen Spiele qualifizieren. Auch für die seit 1994 ausgetragenen Europameisterschaften gelang bisher keine Qualifikation.
Zur Förderung des bulgarischen Handballs nahm die Auswahl mehrfach an der vom Weltverband ausgerichteten IHF Emerging Nations Championship teil. Bei der IHF Emerging Nations Championship 2015 unterlag man Lettland mit 25:27 und Uruguay mit 20:28 und gewann gegen Andorra mit 47:12. In der Platzierungsrunde besiegte man Irland mit 46:26, unterlag China mit 27:28 und schlug Australien im Spiel um Platz 11 mit 36:35. Svetlin Dimitrov wurde mit 64 Toren Torschützenkönig.
Die IHF Emerging Nations Championship 2017 richtete Bulgarien in Gabrowo und Weliko Tarnowo aus. Nach einer Auftaktniederlage gegen Zypern (22:25) gewann man die beiden weiteren Gruppenspiele gegen Aserbaidschan (41:34) und Andorra (38:16). Im Viertelfinale unterlag die Mannschaft den Färöer (24:30). Nach Siegen über Luxemburg (37:31) und China (38:30) erreichte man den fünften Platz. Dimitrov wurde mit 65 Treffern erneut bester Torschütze des Turniers.
Bei der IHF Emerging Nations Championship 2019 erreichte Bulgarien nach Siegen über Malta (38:13), die USA (38:35), Nigeria (27:19) und Irland (37:22) sowie einer Niederlage gegen Georgien (19:35) das Halbfinale. Dort unterlag man Kuba mit 36:39 nach Verlängerung. Im Spiel um Platz 3 besiegte man Großbritannien mit 47:31.
Im Jahr 2021 wurde die Men’s IHF/EHF Trophy ausgetragen. Die Mannschaft unterlag Zypern 23:29 und schlug Andorra mit 38:21. Im Halbfinale scheiterte man an Georgien mit 19:32. Das Spiel um Platz 3 gewann man gegen Moldau mit 26:25. Rechtsaußen Dimitrov wurde in das All-Star-Team des Turniers gewählt.